# Ptak o kryształowym upierzeniu
Ptak o kryształowym upierzeniu (wł. L’uccello dalle piume di cristallo, niem. Das Geheimnis der schwarzen Handschuhe) – włosko-zachodnioniemiecki dreszczowiec giallo z 1970 roku w reżyserii Daria Argenta, na podstawie powieści The Screaming Mimi Fredrika Browna. Zdjęcia kręcono w Rzymie.

## Fabuła
Akcja filmu toczy się w Rzymie. Amerykański pisarz – Sam – mieszka wraz ze swoją dziewczyną, modelką Giulią, w budynku przeznaczonym do rozbiórki. W noc poprzedzającą wyjazd pary do USA Sam jest świadkiem brutalnej napaści na pracownicę okolicznej galerii przez ubranego na czarno mężczyznę. Samowi udaje się wezwać pomoc i dzięki temu uratować młodą kobietę, jednak – z uwagi, iż jest jedynym świadkiem zbrodni – zostaje zmuszony do pozostania na terenie Włoch. Początkowo zirytowany tym faktem, wkrótce popada w obsesję, a jego celem staje się rozwikłanie skomplikowanej sytuacji; niecodzienna napaść ma bowiem związek z zabójstwami młodych miejscowych dziewcząt. Im bardziej Sam zagłębia się w śledztwie, tym większe niebezpieczeństwo grozi jemu i Giulii.

## Obsada
Źródło.
- Tony Musante – Sam Dalmas
- Suzy Kendall – Giulia
- Enrico Maria Salerno – inspektor Morosini
- Eva Renzi – Monica Ranieri
- Umberto Raho – Alberto Ranieri
- Renato Romano – profesor Carlo Dover
- Giuseppe Castellano – Monti
- Mario Adorf – Berto Consalvi
- Gildo Di Marco – Garullo / Addio
- Pino Patti – Filagna
- Werner Peters – antykwariusz
- Karen Valenti – Tina

## Znaczenie
Ptak o kryształowym upierzeniu jest uznawany za dzieło fundamentalne dla włoskiej odmiany dreszczowców, nazywanej giallo. To właśnie w tym debiucie Dario Argento ukształtował specyfikę nurtu: odrażające, acz stylizowane sceny morderstw kobiet oraz jaskrawe zastosowanie koloru. Wpływ Ptaka o kryształowym upierzeniu przenikał nie tylko późniejsze filmy Argenta (np. Odgłosy i Głęboką czerwień), ale również amerykańskie filmy takich twórców, jak Francis Ford Coppola (Rozmowa) i Brian De Palma (Carrie).

## Nagrody i nominacje
| Rok  | Festiwal/instytucja            | Nagroda                                           | Odbiorca      | Wynik     |
| ---- | ------------------------------ | ------------------------------------------------- | ------------- | --------- |
| 1970 | Stowarzyszenie Prasy Rzymskiej | Globo d’oro za najlepszy debiut                   | Dario Argento | Wygrana   |
| 1971 | Mystery Writers of America     | Nagrody im. Edgara Allana Poego za najlepszy film | Dario Argento | Nominacja |